# Labubu

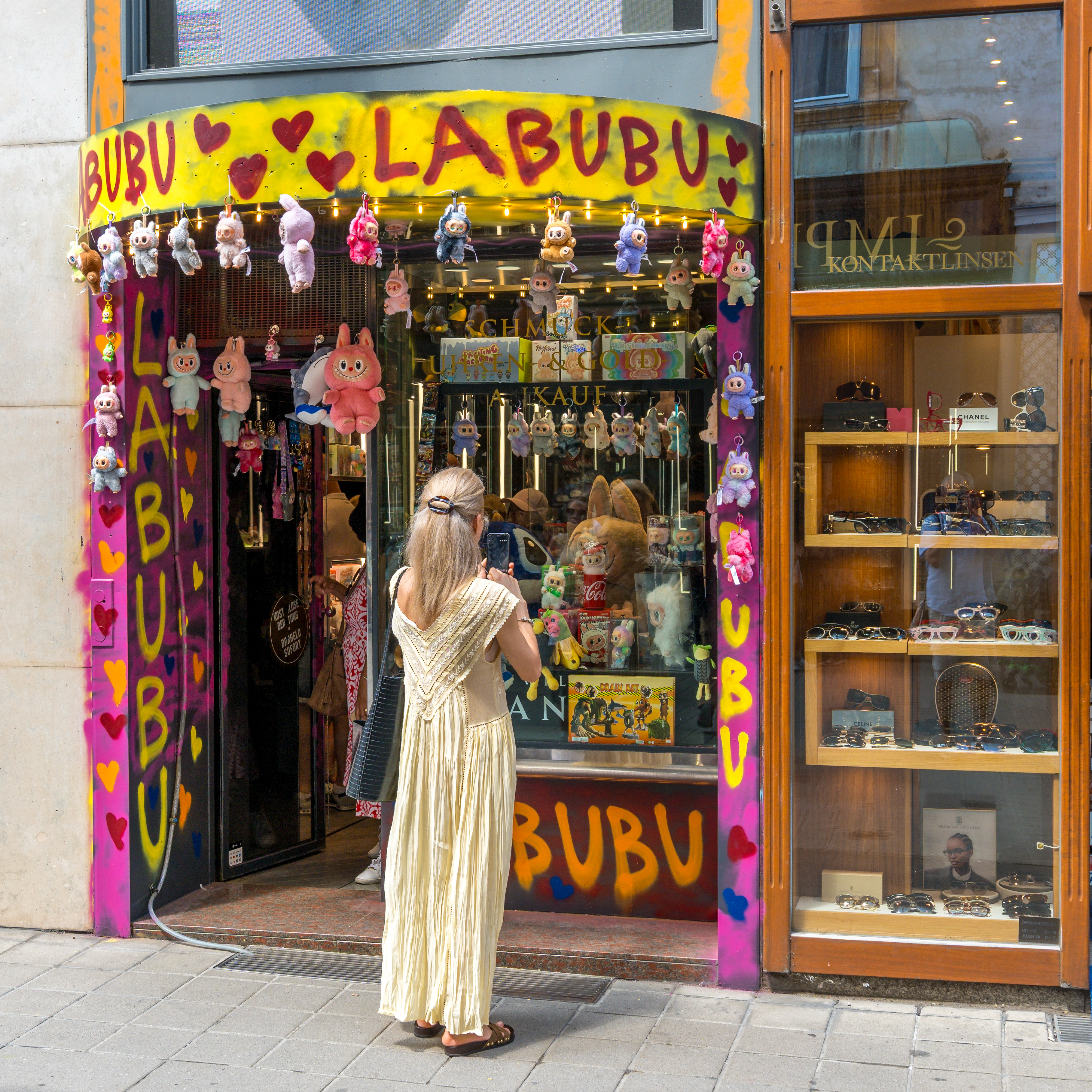
Labubu-Geschäft (2025)

Ein Labubu (chinesisch 拉布布) ist eine Plüschtier-Figur aus China, die Mitte 2025 weltweit bekannt wurde. Diese Figuren weisen üblicherweise ein breites Grinsen auf, fletschen die Zähne und haben meist einen etwas boshaften Gesichtsausdruck.

## Entstehung und Vermarktung

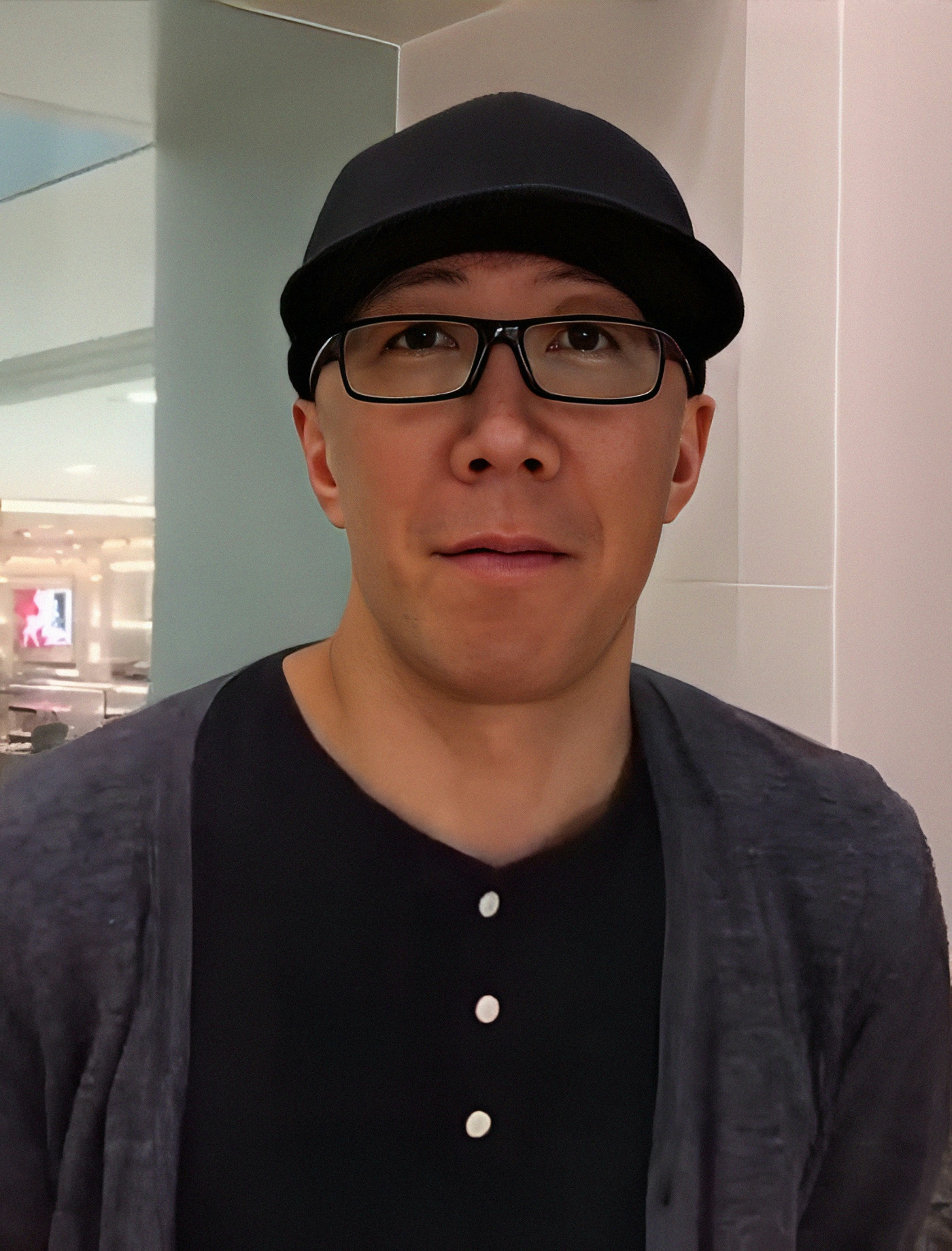
Der Schöpfer Kasing Lung (2017)

Kasing Lung schuf das Labubu 2015 für seine Kinderbuchreihe The Monsters. Dabei ließ er sich u. a. von nordischen Mythen inspirieren. Um 2019 brachte der chinesische Hersteller Pop Mart die Labubus auf den Markt. Der globale Verkaufserfolg begann 2025, als die thailändische Sängerin Lalisa „Lisa“ Manobal der K-Pop-Gruppe Blackpink bekannte, Fan der Figur zu sein.
Verkauft werden die Figuren als sogenannte „Blind-Boxes“, vergleichbar mit einem Überraschungsei. Als Sondereditionen sind Labubus u. a. im Louvre (Paris) erhältlich, z. B. als Mona Lisa oder Das Mädchen mit dem Perlenohrring.

## Rezeption
Medien und Kulturkritiker vergleichen die Figuren und deren Hype mit dem Erfolg mit Plüschtieren der Gremlins und Monchhichis Jahrzehnte zuvor und führen ihren Erfolg auf eine perfektionierte Marketingstrategie aus Vermarktung durch Influencer, Gamification durch Zufalls- und Sammelelemente und künstlicher Verknappung zurück.